# 6 Hours of Watkins Glen 2023

Tor Watkins Glen International

6 Hours of Watkins Glen 2023 (Sahlen's Six Hours of The Glen 2023) – długodystansowy wyścig samochodowy, który odbył się 25 czerwca 2023 roku. Był on piątą rundą sezonu 2023 serii IMSA SportsCar Championship.

## Uczestnicy
Lista startowa została opublikowana 14 czerwca i zawierała 57 zgłoszeń: po 9 w klasach GTP, LMP2 i GTD Pro, 10 w klasie LMP3 oraz 20 w klasie GTD.

## Harmonogram
| Dzień                 | Godzina | Sesja                                | Długość   |
| --------------------- | ------- | ------------------------------------ | --------- |
| Piątek, 23 czerwca    | 16:30   | Pierwsza sesja treningowa            | 90 minut  |
| Sobota, 24 czerwca    | 8:00    | Druga sesja treningowa               | 105 minut |
| Sobota, 24 czerwca    | 13:20   | Sesja kwalifikacyjna – GTD i GTD Pro | 15 minut  |
| Sobota, 24 czerwca    | 13:45   | Sesja kwalifikacyjna – LMP3 i LMP2   | 15 minut  |
| Sobota, 24 czerwca    | 14:10   | Sesja kwalifikacyjna – GTP           | 20 minut  |
| Niedziela, 25 czerwca | 8:00    | Rozgrzewka                           | 20 minut  |
| Niedziela, 25 czerwca | 10:40   | Wyścig                               | 6 godzin  |
| Źródło                |         |                                      |           |

## Sesje treningowe
| Klasa          | Zespół                                   | Samochód           | Czas           | Okr.           |
| Sesja pierwsza | Sesja pierwsza                           | Sesja pierwsza     | Sesja pierwsza | Sesja pierwsza |
| -------------- | ---------------------------------------- | ------------------ | -------------- | -------------- |
| GTP            | #60 Meyer Shank Racing w/ Curb Agajanian | Acura ARX-06       | 1:33,563       | 28             |
| LMP2           | #11 TDS Racing                           | Oreca 07           | 1:36,066       | 34             |
| LMP3           | #30 Jr III Racing                        | Ligier JS P320     | 1:41,139       | 24             |
| GTD Pro        | #62 Risi Competizione                    | Ferrari 296 GT3    | 1:46,552       | 28             |
| GTD            | #1 Paul Miller Racing                    | BMW M4 GT3         | 1:46,457       | 30             |
| Sesja druga    |                                          |                    |                |                |
| GTP            | #60 Meyer Shank Racing w/ Curb Agajanian | Acura ARX-06       | 1:32,311       | 34             |
| LMP2           | #8 Tower Motorsports                     | Oreca 07           | 1:36,458       | 40             |
| LMP3           | #17 AWA                                  | Duqueine M30 - D08 | 1:40,795       | 35             |
| GTD Pro        | #14 Vasser Sullivan                      | Lexus RC F GT3     | 1:45,342       | 30             |
| GTD            | #12 Vasser Sullivan                      | Lexus RC F GT3     | 1:45,320       | 35             |

## Kwalifikacje
Sesja kwalifikacyjna dla klas LMP2 i LMP3 została przerwana czerwoną flagą z powodu wypadku trzech aut w deszczowych warunkach. Żadna z załóg nie odnotowała czasu w momencie ogłoszenia czerwonej flagi a sesja nie została wznowiona. Sesja kwalifikacyjna dla klasy GTP została odwołana. Kolejność na starcie w klasach GTP, LMP2 i LMP3 została ustalona na podstawie pozycji w klasyfikacjach punktowych.
Pole position w każdej kategorii oznaczone jest pogrubieniem.
| Poz.   | Klasa   | Zespół                                   | Kierowca          | Czas     | Strata | Poz. s. |
| ------ | ------- | ---------------------------------------- | ----------------- | -------- | ------ | ------- |
| 1      | GTD     | #78 Forte Racing Powered by USRT         | Loris Spinelli    | 1:44,430 | —      | 29      |
| 2      | GTD Pro | #62 Risi Competizione                    | Daniel Serra      | 1:44,829 | +0,399 | 30      |
| 3      | GTD Pro | #63 Iron Lynx                            | Jordan Pepper     | 1:45,139 | +0,709 | 31      |
| 4      | GTD     | #12 Vasser Sullivan                      | Aaron Telitz      | 1:45,203 | +0,773 | 32      |
| 5      | GTD Pro | #14 Vasser Sullivan                      | Jack Hawksworth   | 1:45,297 | +0,867 | 33      |
| 6      | GTD     | #83 Iron Dames                           | Doriane Pin       | 1:45,325 | +0,895 | 34      |
| 7      | GTD     | #1 Paul Miller Racing                    | Madison Snow      | 1:45,434 | +1,004 | 35      |
| 8      | GTD Pro | #79 WeatherTech Racing                   | Jules Gounon      | 1:46,058 | +1,628 | 36      |
| 9      | GTD Pro | #3 Corvette Racing                       | Jordan Taylor     | 1:46,168 | +1,738 | 37      |
| 10     | GTD Pro | #9 Pfaff Motorsports                     | Patrick Pilet     | 1:46,299 | +1,869 | 38      |
| 11     | GTD Pro | #95 Turner Motorsport                    | Bill Auberlen     | 1:46,450 | +2,020 | 39      |
| 12     | GTD     | #27 Heart of Racing Team                 | Ian James         | 1:46,577 | +2,147 | 40      |
| 13     | GTD     | #42 NTE Sport                            | Jaden Conwright   | 1:46,643 | +2,213 | 41      |
| 14     | GTD     | #32 Team Korthoff Motorsports            | Mike Skeen        | 1:46,741 | +2,311 | 42      |
| 15     | GTD     | #70 Inception Racing                     | Brendan Iribe     | 1:47,118 | +2,688 | 43      |
| 16     | GTD     | #96 Turner Motorsport                    | Patrick Gallagher | 1:47,168 | +2,738 | 44      |
| 17     | GTD     | #57 Winward Racing                       | Russell Ward      | 1:47,553 | +3,123 | 45      |
| 18     | GTD     | #91 KellyMoss with Riley                 | Alan Metni        | 1:47,592 | +3,162 | 46      |
| 19     | GTD     | #44 Magnus Racing                        | John Potter       | 1:47,597 | +3,167 | 47      |
| 20     | GTD     | #80 AO Racing Team                       | P.J. Hyett        | 1:48,187 | +3,757 | 48      |
| 21     | GTD     | #023 Triarsi Competizione                | Charles Scardina  | 1:48,390 | +3,960 | 49      |
| 22     | GTD     | #16 Wright Motorsports                   | Ryan Hardwick     | 1:48,484 | +4,054 | 50      |
| 23     | GTD     | #66 Gradient Racing                      | Sheena Monk       | 1:48,514 | +4,084 | 51      |
| 24     | GTD     | #47 Cetilar Racing                       | Roberto Lacorte   | 1:48,726 | +4,296 | 52      |
| 25     | GTD     | #77 Wright Motorsports                   | Alan Brynjolfsson | 1:49,878 | +5,448 | 53      |
| 26     | GTD     | #93 Racers Edge Motorsports with WTR     | Ashton Harrison   | 1:50,581 | +6,151 | 54      |
| 27     | GTD Pro | #61 AF Corse                             | Simon Mann        | 1:50,642 | +6,212 | 55      |
| 28     | GTD     | #92 KellyMoss with Riley                 | David Brule       | 1:52,854 | +8,424 | 56      |
| 29     | GTP     | #01 Cadillac Racing                      | —                 | —        | —      | 4       |
| 30     | LMP2    | #04 Crowdstrike Racing by APR            | —                 | —        | —      | 13      |
| 31     | LMP3    | #4 Ave Motorsports                       | —                 | —        | —      | 23      |
| 32     | GTP     | #5 JDC Miller Motorsports                | —                 | —        | —      | 9       |
| 33     | GTP     | #6 Porsche Penske Motorsports            | —                 | —        | —      | 1       |
| 34     | GTP     | #7 Porsche Penske Motorsports            | —                 | —        | —      | 6       |
| 35     | LMP2    | #8 Tower Motorsports                     | —                 | —        | —      | 12      |
| 36     | GTP     | #10 Konica Minolta Acura ARX-06          | —                 | —        | —      | 3       |
| 37     | LMP2    | #11 TDS Racing                           | —                 | —        | —      | 10      |
| 38     | LMP3    | #13 AWA                                  | —                 | —        | —      | 20      |
| 39     | LMP3    | #17 AWA                                  | —                 | —        | —      | 22      |
| 40     | LMP2    | #18 Era Motorsport                       | —                 | —        | —      | 14      |
| 41     | LMP2    | #20 High Class Racing                    | —                 | —        | —      | 16      |
| 42     | GTD Pro | #23 Heart of Racing Team                 | —                 | —        | —      | 57      |
| 43     | GTP     | #24 BMW M Team RLL                       | —                 | —        | —      | 7       |
| 44     | GTP     | #25 BMW M Team RLL                       | —                 | —        | —      | 5       |
| 45     | LMP3    | #30 Jr III Racing                        | —                 | —        | —      | 26      |
| 46     | GTP     | #31 Whelen Engineering Cadillac Racing   | —                 | —        | —      | 2       |
| 47     | LMP3    | #33 Sean Creech Motorsport               | —                 | —        | —      | 25      |
| 48     | LMP2    | #35 TDS Racing                           | —                 | —        | —      | 15      |
| 49     | LMP3    | #36 Andretti Autosport                   | —                 | —        | —      | 27      |
| 50     | LMP3    | #38 Performance Tech Motorsports         | —                 | —        | —      | 24      |
| 51     | LMP2    | #51 Rick Ware Racing                     | —                 | —        | —      | 17      |
| 52     | LMP2    | #52 PR1 Mathiasen Motorsports            | —                 | —        | —      | 11      |
| 53     | LMP3    | #54 MLT Motorsports                      | —                 | —        | —      | 28      |
| 54     | GTP     | #60 Meyer Shank Racing w/ Curb Agajanian | —                 | —        | —      | 8       |
| 55     | LMP3    | #74 Riley                                | —                 | —        | —      | 19      |
| 56     | LMP3    | #85 JDC Miller Motorsports               | —                 | —        | —      | 21      |
| 57     | LMP2    | #88 AF Corse                             | —                 | —        | —      | 18      |
| Źródła |         |                                          |                   |          |        |         |

## Wyścig

### Wyniki
Zwycięzcy klas są oznaczeni pogrubieniem.
| Poz.  | Klasa   | Zespół                                   | Kierowcy                                                  | Samochód                      | Opony | Okr. | Czas/Strata   |
| ----- | ------- | ---------------------------------------- | --------------------------------------------------------- | ----------------------------- | ----- | ---- | ------------- |
| 1     | GTP     | #25 BMW M Team RLL                       | Connor De Phillippi Nick Yelloly                          | BMW M Hybrid V8               | M     | 201  | 6:03:09,715   |
| 2     | GTP     | #31 Whelen Engineering Cadillac Racing   | Pipo Derani Alexander Sims Jack Aitken                    | Cadillac V-Series.R           | M     | 201  | +14,198       |
| 3     | GTP     | #60 Meyer Shank Racing w/ Curb Agajanian | Tom Blomqvist Colin Braun                                 | Acura ARX-06                  | M     | 201  | +22,541       |
| 4     | GTP     | #5 JDC Miller Motorsports                | Tijmen van der Helm Mike Rockenfeller                     | Porsche 963                   | M     | 199  | +2 okrążenia  |
| 5     | GTP     | #01 Cadillac Racing                      | Sebastien Bourdais Renger van der Zande                   | Cadillac V-Series.R           | M     | 197  | +4 okrążenia  |
| 6     | LMP2    | #04 Crowdstrike Racing by APR            | George Kurtz Ben Hanley Nolan Siegel                      | Oreca 07                      | M     | 196  | +5 okrążeń    |
| 7     | LMP2    | #18 Era Motorsport                       | Dwight Merriman Ryan Dalziel Christian Rasmussen          | Oreca 07                      | M     | 196  | +5 okrążeń    |
| 8     | LMP2    | #52 PR1 Mathiasen Motorsports            | Ben Keating Paul-Loup Chatin Alex Quinn                   | Oreca 07                      | M     | 196  | +5 okrążeń    |
| 9     | LMP2    | #35 TDS Racing                           | John Falb Giedo van der Garde Josh Pierson                | Oreca 07                      | M     | 195  | +6 okrążeń    |
| 10    | LMP2    | #8 Tower Motorsports                     | Salih Yoluç Kyffin Simpson Will Stevens                   | Oreca 07                      | M     | 195  | +6 okrążeń    |
| 11    | LMP2    | #88 AF Corse                             | Luis Perez Companc Lilou Wadoux Ducellier Nicklas Nielsen | Oreca 07                      | M     | 193  | +8 okrążeń    |
| 12    | LMP3    | #74 Riley                                | Gar Robinson Felipe Fraga Josh Burdon                     | Ligier JS P320                | M     | 189  | +12 okrążeń   |
| 13    | LMP3    | #30 Jr III Racing                        | Garett Grist Dakota Dickerson Dylan Murry                 | Ligier JS P320                | M     | 189  | +12 okrążeń   |
| 14    | LMP3    | #17 AWA                                  | Anthony Mantella Wayne Boyd Nico Varrone                  | Duqueine M30 - D08            | M     | 189  | +12 okrążeń   |
| 15    | LMP3    | #36 Andretti Autosport                   | Jarett Andretti Gabby Chaves Glenn van Berlo              | Ligier JS P320                | M     | 188  | +13 okrążeń   |
| 16    | LMP3    | #13 AWA                                  | Orey Fidani Matthew Bell Lars Kern                        | Duqueine M30 - D08            | M     | 188  | +13 okrążeń   |
| 17    | LMP3    | #4 Ave Motorsports                       | Seth Lucas Tonis Kasemets Trenton Estep                   | Ligier JS P320                | M     | 187  | +14 okrążeń   |
| 18    | LMP3    | #33 Sean Creech Motorsport               | Joao Barbosa Nico Pino Lance Willsey                      | Ligier JS P320                | M     | 187  | +14 okrążeń   |
| 19    | LMP3    | #54 MLT Motorsports                      | Jason Rabe Andrew Pinkerton Stevan McAleer                | Ligier JS P320                | M     | 185  | +16 okrążeń   |
| 20    | GTD     | #12 Vasser Sullivan                      | Frankie Montecalvo Aaron Telitz Parker Thompson           | Lexus RC F GT3                | M     | 183  | +18 okrążeń   |
| 21    | GTD Pro | #14 Vasser Sullivan                      | Jack Hawksworth Ben Barnicoat                             | Lexus RC F GT3                | M     | 183  | +18 okrążeń   |
| 22    | GTD Pro | #62 Risi Competizione                    | Daniel Serra Davide Rigon                                 | Ferrari 296 GT3               | M     | 183  | +18 okrążeń   |
| 23    | GTD Pro | #3 Corvette Racing                       | Antonio García Jordan Taylor                              | Chevrolet Corvette C8.R GTD   | M     | 183  | +18 okrążeń   |
| 24    | GTD Pro | #79 WeatherTech Racing                   | Daniel Juncadella Jules Gounon                            | Mercedes-AMG GT3 Evo          | M     | 183  | +18 okrążeń   |
| 25    | GTD     | #1 Paul Miller Racing                    | Bryan Sellers Madison Snow Corey Lewis                    | BMW M4 GT3                    | M     | 183  | +18 okrążeń   |
| 26    | GTD     | #16 Wright Motorsports                   | Ryan Hardwick Zacharie Robichon Jan Heylen                | Porsche 911 GT3 R (992)       | M     | 183  | +18 okrążeń   |
| 27    | GTD     | #023 Triarsi Competizione                | Onofrio Triarsi Charles Scardina Alessio Rovera           | Ferrari 296 GT3               | M     | 183  | +18 okrążeń   |
| 28    | GTD     | #66 Gradient Racing                      | Sheena Monk Katherine Legge Marc Miller                   | Acura NSX GT3 Evo 22          | M     | 183  | +18 okrążeń   |
| 29    | GTD Pro | #9 Pfaff Motorsports                     | Klaus Bachler Patrick Pilet                               | Porsche 911 GT3 R (992)       | M     | 183  | +18 okrążeń   |
| 30    | GTD     | #27 Heart of Racing Team                 | Roman De Angelis Marco Sorensen Ian James                 | Aston Martin Vantage AMR GT3  | M     | 183  | +18 okrążeń   |
| 31    | GTD Pro | #23 Heart of Racing Team                 | Ross Gunn Alex Riberas                                    | Aston Martin Vantage AMR GT3  | M     | 183  | +18 okrążeń   |
| 32    | GTD     | #78 Forte Racing Powered by USRT         | Misha Goikhberg Loris Spinelli Patrick Liddy              | Lamborghini Huracán GT3 Evo 2 | M     | 183  | +18 okrążeń   |
| 33    | GTD     | #93 Racers Edge Motorsports with WTR     | Ashton Harrison Danny Formal Kyle Marcelli                | Acura NSX GT3 Evo 22          | M     | 183  | +18 okrążeń   |
| 34    | GTD     | #44 Magnus Racing                        | John Potter Andy Lally Spencer Pumpelly                   | Aston Martin Vantage AMR GT3  | M     | 183  | +18 okrążeń   |
| 35    | GTD     | #92 KellyMoss with Riley                 | David Brule Alec Udell Julien Andlauer                    | Porsche 911 GT3 R (992)       | M     | 183  | +18 okrążeń   |
| 36 NU | LMP3    | #85 JDC Miller Motorsports               | Till Bechtolsheimer Dan Goldburg Rasmus Lindh             | Duqueine M30 - D08            | M     | 182  | Nie ukończyli |
| 37    | GTD     | #77 Wright Motorsports                   | Alan Brynjolfsson Trent Hindman Maxwell Root              | Porsche 911 GT3 R (992)       | M     | 182  | +19 okrążeń   |
| 38    | GTD     | #32 Team Korthoff Motorsports            | Mike Skeen Mikaël Grenier Kenton Koch                     | Mercedes-AMG GT3 Evo          | M     | 182  | +19 okrążeń   |
| 39    | LMP2    | #11 TDS Racing                           | Steven Thomas Mikkel Jensen Scott Huffaker                | Oreca 07                      | M     | 182  | +19 okrążeń   |
| 40    | GTD     | #96 Turner Motorsport                    | Patrick Gallagher Robby Foley Michael Dinan               | BMW M4 GT3                    | M     | 182  | +19 okrążeń   |
| 41    | GTD     | #80 AO Racing                            | P.J. Hyett Seb Priaulx Gunnar Jeannette                   | Porsche 911 GT3 R (992)       | M     | 182  | +19 okrążeń   |
| 42    | GTD     | #70 Inception Racing                     | Brendan Iribe Frederik Schandorff Ollie Millroy           | McLaren 720S GT3 EVO          | M     | 182  | +19 okrążeń   |
| 43    | GTD     | #83 Iron Dames                           | Rahel Frey Michelle Gatting Doriane Pin                   | Lamborghini Huracán GT3 Evo 2 | M     | 182  | +19 okrążeń   |
| 44    | GTD     | #91 KellyMoss with Riley                 | Alan Metni Kay van Berlo Jaxon Evans                      | Porsche 911 GT3 R (992)       | M     | 181  | +20 okrążeń   |
| 45 NU | GTD Pro | #95 Turner Motorsport                    | Bill Auberlen Chandler Hull John Edwards                  | BMW M4 GT3                    | M     | 179  | Nie ukończyli |
| 46 NU | GTP     | #10 Konica Minolta Acura ARX-06          | Ricky Taylor Filipe Albuquerque Louis Delétraz            | Acura ARX-06                  | M     | 176  | Nie ukończyli |
| 47 NU | GTD     | #47 CETILAR RACING                       | Roberto Lacorte Giorgio Sernagiotto Antonio Fuoco         | Ferrari 296 GT3               | M     | 158  | Nie ukończyli |
| 48 NU | GTD Pro | #61 AF Corse                             | Simon Mann Miguel Molina Ulysse de Pauw                   | Ferrari 296 GT3               | M     | 134  | Nie ukończyli |
| 49 NU | LMP3    | #38 Performance Tech Motorsports         | Christopher Allen Connor Bloum Alex Kirby                 | Ligier JS P320                | M     | 109  | Nie ukończyli |
| 50 NU | GTD Pro | #63 Iron Lynx                            | Andrea Caldarelli Jordan Pepper                           | Lamborghini Huracán GT3 Evo 2 | M     | 108  | Nie ukończyli |
| 51 NU | GTD     | #42 NTE Sport                            | Jaden Conwright Luke Berkeley Rob Ferriol                 | Lamborghini Huracán GT3 Evo 2 | M     | 105  | Nie ukończyli |
| 52    | GTP     | #7 Porsche Penske Motorsports            | Matt Campbell Felipe Nasr                                 | Porsche 963                   | M     | 100  | +101 okrążeń  |
| 53 NU | LMP2    | #20 High Class Racing                    | Mark Kvamme Ed Jones Anders Fjordbach                     | Oreca 07                      | M     | 60   | Nie ukończyli |
| 54 NU | GTD     | #57 Winward Racing                       | Russell Ward Raffaele Marciello Indy Dontje               | Mercedes-AMG GT3 Evo          | M     | 32   | Nie ukończyli |
| 55 NU | LMP2    | #51 Rick Ware Racing                     | Eric Lux Devlin DeFrancesco Pietro Fittipaldi             | Oreca 07                      | M     | 7    | Nie ukończyli |
| 56 NU | GTP     | #24 BMW M Team RLL                       | Philipp Eng Augusto Farfus                                | BMW M Hybrid V8               | M     | 0    | Nie ukończyli |
| 57    | GTP     | #6 Porsche Penske Motorsports            | Nick Tandy Mathieu Jaminet                                | Porsche 963                   | M     | 201  | Kara          |

1. ↑  Podczas kontroli technicznej po wyścigu w aucie #6 Porsche Penske Motorsports wykryto zbyt cienką płytę ślizgową. W ramach kary załoga #6 została przesunięta na koniec klasy GTP[10][11].

### Statystyki

#### Najszybsze okrążenie
| Klasa   | Kierowca       | Zespół                                 | Czas     | Okr. |
| ------- | -------------- | -------------------------------------- | -------- | ---- |
| GTP     | Jack Aitken    | #31 Whelen Engineering Cadillac Racing | 1:33,028 | 146  |
| LMP2    | Alex Quinn     | #52 PR1 Mathiasen Motorsports          | 1:35,404 | 135  |
| LMP3    | Nico Varrone   | #17 AWA                                | 1:40,766 | 129  |
| GTD Pro | Daniel Serra   | #62 Risi Competizione                  | 1:45,879 | 41   |
| GTD     | Loris Spinelli | #78 Forte Racing Powered by USRT       | 1:46,105 | 6    |
| Źródło  |                |                                        |          |      |